# باشگاه فوتبال کورموک قاخ
باشگاه فوتبال کورموک قاخ (به لاتین: Kürmük Qakh FK) یک باشگاه و تیم فوتبال پیشین در جمهوری آذربایجان است.